# Сокрушители (Доктор Кто)
«Глава шестая: Сокрушители» (англ. Chapter Six: The Vanquishers) — заключительная, шестая серия тринадцатого сезона  телесериала «Доктор Кто». Премьера состоялась 5 декабря 2021 года на BBC One. Автор сценария Крис Чибнелл, режиссёр Азхур Салим.

## Сюжет
Доктор спасается от Роя и Лазури, снимает свою конверсионную пластину, и лишь Рой прикасается к ней, она тут же разделяется на три копии, перемещающиеся в три разных места: корабль Дивизиона, корабль Бел и тоннели под Ливерпулем. 
На корабле Дивизиона Лазурь открывает свой план о превращении Потока во временную петлю с целью кошмарного разрушения Вселенной. 
На корабле Бел Доктора и Карванисту хватают сонтаранцы; в плену Карваниста признаётся, что являлся её спутником в Дивизионе, но он не может раскрыть ей тайны прошлого, ибо это грозит смертью ему самому.
В тоннелях под Ливерпулем Доктор встречается с Дэном, Яс и Кейт Стюарт, и улетает с ними на ТАРДИС. Затем освобождает свою версию и Карванисту из плена. 
Сонтаранцы пытаются остановить Поток, принося ему в жертву далеков и киберлюдей, но и сами гибнут; с ними умирает профессор Джерико. 
К счастью, Доктор использует тюрьму Пассажир, вместилище бесконечной материи, чтобы он поглотил Поток. Таким образом, Вселенная спасена.
В то же время Доктора приводят в храм Атропос Рой и Лазурь, — но обоих разрушителей убивает Время. Оно обладает собственной личностью и оказывается относительно доброжелательно к Доктору, соединяя воедино три её версии, возвращая в ТАРДИС, и сообщив пророчество о возвращении некого "хозяина" злых сил...
Дэн присоединяется к Яс и Доктору, чтобы путешествовать по миру. Сама же Доктор, оставшись наедине, берёт часы-брелок со своими воспоминаниями и хоронит их глубоко в недрах машины.

## Производство

### Разработка
Серия написана главным сценаристом Крисом Чибнеллом.

### Актёрский состав
Сезон стал третьим для Джоди Уиттакер в роли Тринадцатого Доктора, а также Мандип Гилл в роли Ясмин Хан. Джон Бишоп играл нового спутника Дэна Льюиса. Свою роль Кейт Стюарт в сериале повторила Джемма Редгрейв.

### Съёмки
Азхур Салим стал режиссёром второго блока, состоящего из третьей, пятой и шестой серий сезона. Первоначально съёмки сезона должны были начаться в сентябре 2020 года, но в итоге из-за пандемии COVID-19 начались в ноябре 2020 года.

## Показ и критика
| Агрегированные оценки            | Агрегированные оценки |
| Источник                         | Рейтинг               |
| -------------------------------- | --------------------- |
| Rotten Tomatoes (Tomatometer)    | 50 %                  |
| Rotten Tomatoes (средняя оценка) | 5,0/10                |
| Оценки критиков                  |                       |
| Источник                         | Рейтинг               |
| Radio Times                      | [ 6 ]                 |
| The A.V. Club                    | B-                    |
| The Independent                  | [ 8 ]                 |
| The Telegraph                    | [ 9 ]                 |

### Показ
Премьера серии состоялась 5 декабря 2021 года.

### Рейтинги
За ночь на BBC One эпизод посмотрели 3,58 миллиона зрителей. За одну неделю просмотров число увеличилось до 4,64 миллионов.

### Критика
По данным агрегатора Rotten Tomatoes, 
50 % из 6 обзоров были положительными, со средней оценкой 5,0 из 10.